# Ayako Kitamoto
Ayako Kitamoto (北本 綾子, 22 de juny de 1983) és una exfutbolista japonesa.
Va debutar amb la selecció del Japó el 2004. Va disputar 17 partits amb la selecció del Japó.

## Estadístiques
| Selecció del Japó | Selecció del Japó | Selecció del Japó |
| Anys              | Partits           | Gols              |
| ----------------- | ----------------- | ----------------- |
| 2004              | 2                 | 3                 |
| 2005              | 4                 | 0                 |
| 2006              | 0                 | 0                 |
| 2007              | 1                 | 0                 |
| 2008              | 2                 | 0                 |
| 2009              | 3                 | 0                 |
| 2010              | 5                 | 1                 |
| Total             | 17                | 4                 |